# Salm-Neuburg

Wappen Salm-Neuburg (geviert von Salm und Neuburg)

Salm-Neuburg ist der Name einer Seitenlinie des Hauses Salm, deren Angehörige von 1528 bis 1654 die reichsunmittelbare Grafschaft Neuburg am Inn beherrschten. Die Linie Salm-Neuburg ist 1784 im Mannesstamm erloschen.

## Geschichte

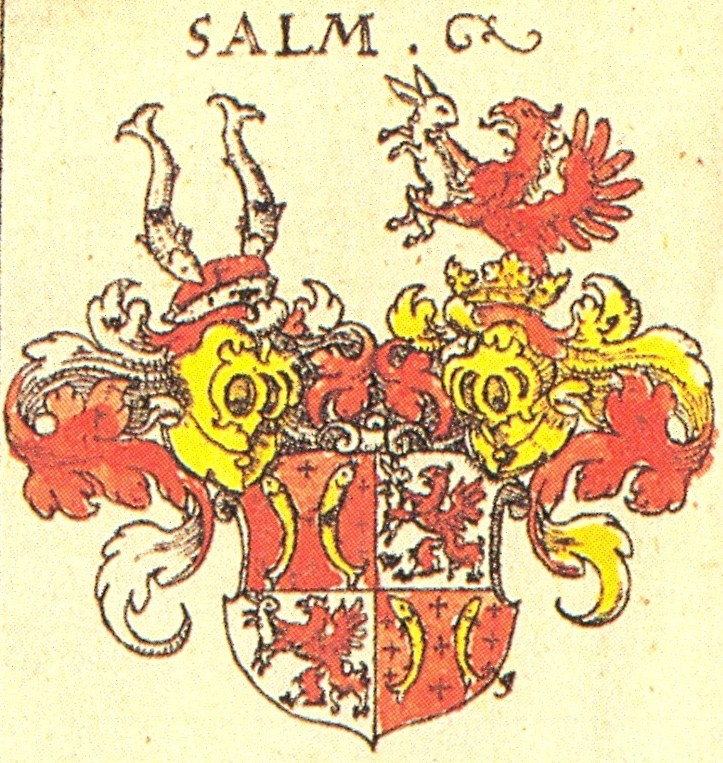
Wappen der Grafen von Salm-Neuburg (geviert von Salm und Neuburg) im Siebmacher 1605

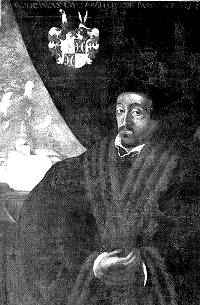
Wolfgang von Salm-Neuburg († 1555), Fürstbischof von Passau

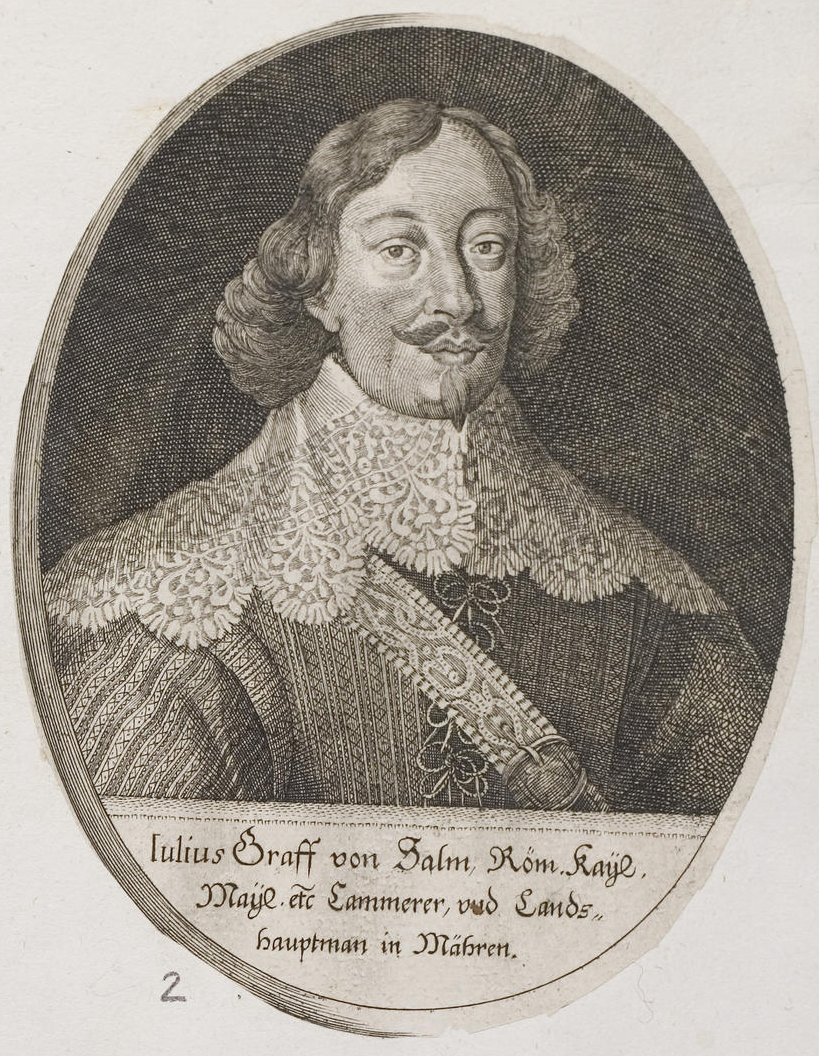
Julius II. von Salm-Neuburg (1600–1654)

Die Linie Salm-Neuburg geht zurück auf den kaiserlichen Feldherrn Niklas Graf Salm (1459–1530) aus der Luxemburger Linie des Hauses Salm, der aufgrund seiner Verdienste um die erfolgreiche Abwehr der ersten Wiener Türkenbelagerung 1529 die Grafschaft Neuburg am Inn als Reichslehen erhielt und so zum regierenden Grafen Nikolaus I. von Salm-Neuburg wurde. Er war der jüngere Sohn des Johann IV. Grafen zu Salm, Baron von Viviers (1431–1485) und dessen Gemahlin Margarete von Sierck (1437–1520).
Nach dem Tod des Niklas Grafen Salm im Jahr 1530 folgte ihm sein älterer Sohn Nikolaus II. († 1550) als Inhaber der Grafschaft Neuburg nach, während sein jüngerer Sohn Wolfgang († 1555) im Jahre 1540 Fürstbischof von Passau wurde. Graf Nikolaus II. ließ das Schloss Neuburg im Stil der Renaissance umgestalten. Nach seinem Tod folgte ihm sein Sohn Nikolaus III. († 1580) als Inhaber von Neuburg am Inn nach. 1563 führte er dort die Reformation ein. Nach seinem Tod ging die Grafschaft auf seinen Bruder Julius I. († 1595) über, dann auf dessen Sohn Weichard († 1617), und schließlich auf dessen Sohn Julius II. († 1654). Im Gegensatz zu der benachbarten Reichsgrafschaft Ortenburg konnte die Grafschaft Neuburg den lutherischen Glauben nicht beibehalten, da es habsburgisches Lehen war. Nach der erstarkten Rekatholisierung in Österreich ab 1620 wurde auch in Neuburg die Reformation rückgängig gemacht. Julius II. war nicht nur Inhaber von Neuburg, sondern auch Landeshauptmann von Mähren und erhielt 1637 den böhmischen Grafenstand verliehen.

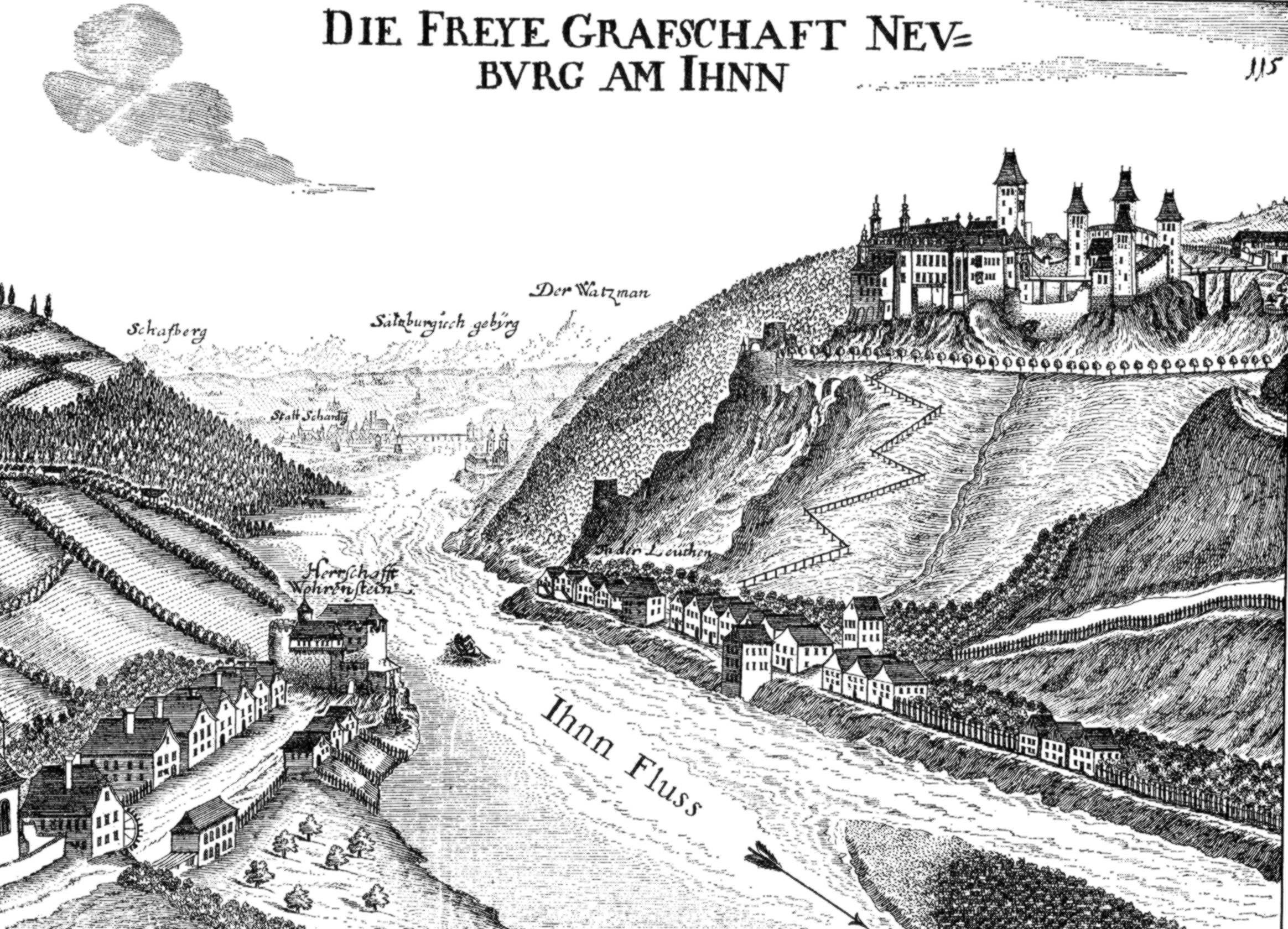
Grafschaft Neuburg den Burgen Neuburg und Wernstein (Vischer, 1674).

Nach dem Tod des Julius II. von Salm-Neuburg ging die Grafschaft Neuburg auf seinen Bruder Karl I. († 1662) über, der sie 1654 für 400.000 Gulden an Georg Ludwig von Sinzendorf veräußerte, wobei dieser Handel jedoch erst 1662 durch den Kaiser bestätigt wurde.
In der Folge lebten die Angehörigen der Neuburger Seitenlinie des Hauses Salm überwiegend in Österreich, die Hauptresidenz war das Palais Salm am Olmützer Oberring (Horní náměstí). Der Grundbesitz umfasste die Herrschaften Velké Opatovice, Jevíčko, Roubanina, Jaroměřice, Malenovice, Pohořelice, Svojanov sowie einige Güter in der Grafschaft Glatz. Karl Vincenz ließ um 1780 das Schloss Pohořelice als neuen Sitz errichten. Als er 1784 verstarb, wurden seine Güter auf 431.000 Gulden taxiert, was in etwa der Höhe seiner Schulden entsprach.
Der Zweig Salm-Neuburg erlosch 1784 mit Graf Karl Vincenz im Mannesstamm und 1845 mit Maria Antonia (verheiratete Gräfin Czernin von und zu Chudenitz) auch in der weiblichen Nachfolge.

## Genealogie (Auszug)
1. Niklas, † 1530, (als Nikolaus II.) Graf von Salm[2] und (als Nikolaus I.) regierender Graf von Neuburg
  1. Nikolaus II., † 1550, regierender Graf von Salm-Neuburg
    - ⚭ (8 September 1540)[3] Margarethe Grafin Széchy von Felsőlendva
      1. Maria Magdalena von Salm-Neuburg ⚭ (23 September 1565)  Ladislav st. Lobkowicz

    - ⚭ (28 October 1524)[4] Aemiliane von Eberstein
      1. Nikolaus III., † 1580, regierender Graf von Salm-Neuburg ⚭ Grafin Katharina von Ysenburg ⚭ Judith von Polheim
      2. Julius I., † 1595, regierender Graf von Salm-Neuburg ⚭ Elisabeth Grafin Thurzó von Bethlenfalva ⚭ Anna Maria von Dietrichstein
        1. Weichard, † 1617, regierender Graf von Salm-Neuburg ⚭ Sidonie von Minckwitz
          1. Julius II., † 1654, regierender Graf von Salm-Neuburg, 1637 böhmischer Graf ⚭ Grafin Juliane von Collalto und San Salvatore ⚭ Grafin Maria Salomea von Windisch-Graetz
            1. Ferdinand Julius von Salm-Neuburg, † 1697 ⚭ Marie Eleonore Charlotte Prinzessin zu Schleswig-Holstein-Sonderburg († 1691, Tochter von Heinrich Alexander, Herzog von Schleswig-Holstein in Sonderburg)

          2. Karl I., † 1662, regierender Graf von Salm-Neuburg ⚭ Elisabeth Bernhardine von Tübingen, † 1666, verkaufte die Grafschaft Neuburg 1654 an Georg Ludwig von Sinzendorf
            1. Franz Leopold von Salm-Neuburg, † 1702 ⚭ Freiin Maria Herzenlaut Schifer von und zu Freiling und Daxberg
              1. Ernst Leopold Ignaz von Salm-Neuburg, † 1722 ⚭ Grafin Franziska von Liechtenstein-Kastelkorn
                1. Karl Otto von Salm-Neuburg, † 1766 ⚭ Grafin Maria Antonia Wengersky von Ungerschütz ⚭ Grafin Maria Anna Eleonora Zaruba von Hustiran ⚭ Grafin Maria Ernestina von Proskau
                  1. Karl II. Vincenz von Salm-Neuburg, † 1784 ⚭ Grafin Maria Anna von Khevenhüller-Metsch
                    1. Ernestina von Salm-Neuburg, † 1809 ⚭ Johann Graf von Lamberg, † 1828, verkaufte die ererbten Güter Malenovice und Pohořelice 1804 an Leopold von Sternberg
                    2. Maria Henriette von Salm-Neuburg, † 1825 ⚭ Hieronymus Graf zu Herberstein, † 1847, verkaufte das ererbte Gut Svojanov 1797 an Wenzel Ignaz Ubelli von Siegburg
                    3. Maria Antonia von Salm-Neuburg, † 1845  ⚭ Wolfgang Graf Czernin von und zu Chudenitz, † 1813, Erbin der Herrschaften Velké Opatovice, Jevíčko und Jaroměřice

          3. Maximiliane von Salm-Neuburg, † 1663 ⚭ Graf Christoph Paul von Liechtenstein-Kastelkorn ⚭ Graf Maximilian von Waldstein ⚭ Markgraf Christian Wilhelm von Brandenburg, Erzbischof-Administrator von Magdeburg, † 1665

  2. Wolfgang von Salm-Neuburg, † 1555, 1540 Bischof von Passau